# Tronująca Maria z Dzieciątkiem i świętymi
Tronująca Maria z Dzieciątkiem i świętymi (Madonna Castelfranco) – obraz autorstwa Giorgiona namalowany w 1505 roku i przechowywany w katedrze w Castelfranco Veneto.
Obraz został namalowany na zlecenie kondotiera Tuzia Constanza, prawdopodobnie dla uczczenia pamięci zmarłego przedwcześnie w 1504 roku, jego syna Mateusza. Został on ukończony w 1505 roku. W tym samym czasie Constanzo ufundował kaplicę gregoriańską w kościele farnym, gdzie później umieszczono Madonnę, a po obu jej stronach grobowce Mateusza i Tuzio. W 1724 roku kościół został rozebrany i zastąpiony nową katedrą Castelfranco, gdzie ponownie umieszczono obraz. Na cokole tronu znajduje się herb rodowy Constanzi. 10 grudnia 1972 roku, obraz został skradziony. Po kilkudziesięciu latach dzieło odzyskano i w latach 2002-2003 poddano go pracom konserwatorskim w weneckich laboratoriach. W grudniu 2005 obraz powrócił na swoje pierwotne miejsce.
Na autorstwo Giorgiona wskazuje sposób wykonania draperii płaszcza Marii – nakładające się pociągnięcia pędzla bez podkładu rysunkowego, sposób nazwany przez Giorgio Vasari pittura sanza disegno (malowanie bez rysunku). Madonna zgodnie z tradycyjnym przedstawieniem ikonograficznym, siedzi wysoko na tronie trzymając na kolanach małego Jezusa. Jej idealna twarz jest podobizną kobiety, którą Giorgone umieścił na innym swoim dziele – Koncert wiejski (nimfa). Była to jego modelka znana jedynie z imienia Cecylia. Za Madonną rozciąga się pejzaż z fragmentem miasta. Pod tronem z obu stron stoją dwaj święci. Z prawej strony znajduje się Franciszek z Asyżu, z lewej stoi w zbroi Święty Jerzy. Identyfikacja tego ostatniego wśród krytyków sztuki jest sporna. Giuseppe de Logu wykazuje, iż postacią tą jest Święty Liberiusz, inne źródła mówią o Nikazym z Reims, patronie Castelfranco.